# Mirakelbes
De mirakelbes (Synsepalum dulcificum, synoniem: Sideroxylon dulcificum) is een plant die voor het eerst werd gedocumenteerd door Des Marchais in 1725 tijdens een tocht in West-Afrika. Het viel Des Marchais op dat lokale stammen de bessen plukten en opaten voordat ze aan een maaltijd begonnen.
De bes is zoet van smaak en bevat een actief glycoproteïne molecuul. Wanneer het vruchtvlees wordt gegeten, bindt het molecuul zich aan de smaakpapillen op de tong en laat zuur en bitter voedsel en drinken zoet smaken. Het effect duurt tussen de dertig minuten en twee uur.